# Spiegelproef
De spiegelproef is een test om vast te stellen of dieren zichzelf herkennen in het eigen spiegelbeeld. De test is ontwikkeld door de Amerikaanse psycholoog Gordon Gallup en voor het eerst gebruikt in 1970 waar hij onderzoek deed naar zelfherkenning bij chimpansees. De spiegelproef vereist een hoog niveau van cognitie en zeer weinig diersoorten slagen voor de spiegelproef.

## Methode
In de spiegelproef wordt een dier zonder dat het dat doorheeft gemarkeerd met een plek of stip. De plek is zodanig aangebracht dat het dier deze alleen kan zien via het spiegelbeeld. Vervolgens wordt het dier voor een spiegel geplaatst en gekeken of het doorheeft dat de plek zich op het eigen lichaam bevindt. Dit wordt afgeleid uit het aanraken van de plek met bijvoorbeeld de hand (bij aap), snavel of poot (vogel) of de slurf (bij olifant). Soms draait het dier (zoals een dolfijn) de kop naar de spiegel toe om de plek van meer dichtbij te kunnen inspecteren. Vogels proberen de plek met de snavel of poot te verwijderen nadat ze in de spiegel hebben gekeken. 
Dieren die de test met succes hebben afgelegd, zijn:
- Mensen
- Chimpansees
- Orang-oetans
- Bonobo's
- Dolfijnen (tuimelaars)[2]
- Eksters[3]
- Aziatische olifanten[4]
- Poetslipvissen[5]

Kinderen slagen pas voor de spiegelproef als zij anderhalf tot twee jaar oud zijn. Dat is aangetoond met een rougetest: ze wrijven een veegje rouge waarvan ze nog niet wisten dat het er zat, met de hand weg als ze voor de spiegel staan. Kinderen die de rougetest volbrengen blijken vaker de woorden 'ik' en 'mij' te gebruiken dan kinderen die dat niet doen.

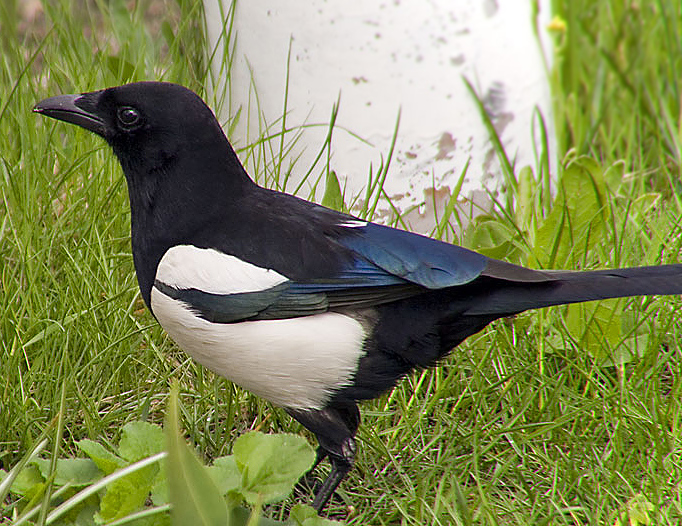
Eksters blijken ook te slagen in de spiegelproef

Soms wordt er als controleconditie een ‘nepplek’ aangebracht die hetzelfde aanvoelt en ruikt als de echte verfplek. Dit kan bijvoorbeeld een markering zijn met onzichtbare verf. Bij proeven met eksters werd als echte plek een rode sticker aangebracht bovenaan op de borst, en als controleplek een zwarte sticker die niet opviel op hun zwarte verendek. Alleen bij de zichtbare vlek vertoonden eksters het herkenningsgedrag en probeerden zij door pikken of verwoed krabben van de poot de sticker te verwijderen. Andere dieren, zoals honden, vissen of vogels reageren vaak met angst of agressie op hun eigen spiegelbeeld, of kijken achter de spiegel. Van merels en vinken is bekend dat zij soms hun spiegelbeeld aanvallen.

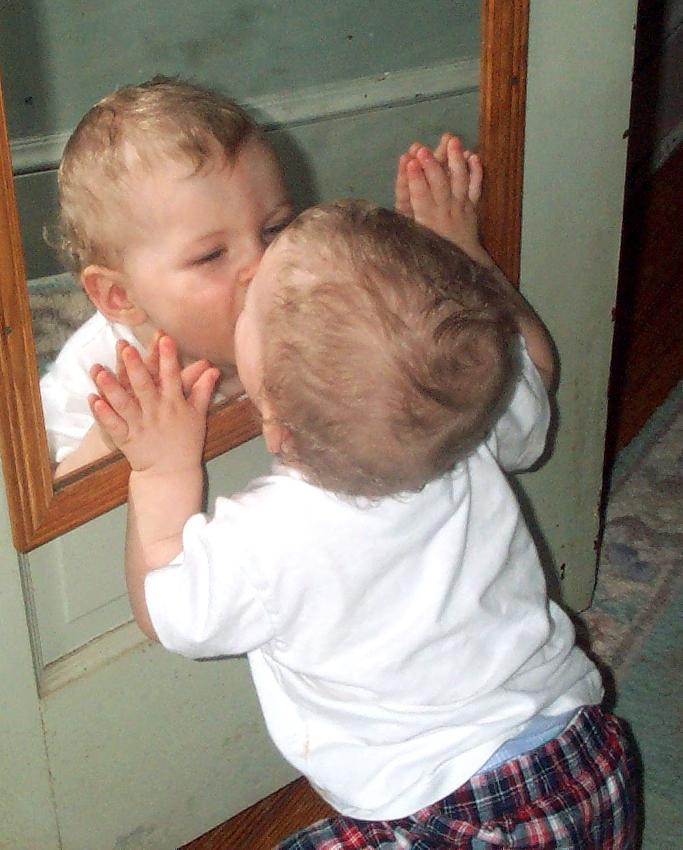
kind en spiegel

## Interpretatie
Dieren zijn goed in het herkennen van beelden, geluiden of geuren van andere soorten. Maar in hoeverre herkennen ze ook zichzelf? Slagen voor de spiegelproef wordt gezien als een teken van zelfherkenning. Zelfherkenning bij dieren wordt onder andere door Frans de Waal in verband gebracht met bijzondere cognitieve capaciteiten zoals zelfbewustzijn, meer ontwikkelde sociale relaties, zich 'kunnen verplaatsen' in het gedrag van andere dieren (Engels: perspective taking), of empathie. Ook al hebben dit soort eigenschappen geen direct evolutionair nut, kunnen ze in de evolutie toch door co-emergentie met andere cognitieve eigenschappen zijn ontstaan. Zo is het bijvoorbeeld bekend dat eksters en gaaien voedsel verstoppen en ook voedselvoorraden van soortgenoten plunderen. 'De ene dief begrijpt de andere dief' is een gezegde dat aangeeft dat deze vogels zich mogelijk kunnen verplaatsen in gedrag van soortgenoten. Ook bij kinderen blijkt de leeftijd waarbij zij voor het eerst slagen voor de spiegelproef te corresponderen met het tijdstip waarop zij in staat zijn zich in een ander te verplaatsen of een zelfbewustzijn ontwikkelen.

## Kritiek en vragen
Er is op de spiegelproeven met dieren ook kritiek uitgeoefend door onder andere Heyes. De kritiek geldt met name de manier waarop de spiegelproeven van onder anderen Gallup zijn uitgevoerd. Een ander punt van kritiek heeft meer met het gebruik van de term bewustzijn te maken. Wijzen deze proeven inderdaad op zelfbewustzijn bij dieren? Kan er niet ook niet sprake zijn van een intelligente herkenning van eigen gedrag of kenmerken? Iets van een andere orde dan zelfbewustzijn bij mensen?

### Aangeleerd of spontaan?
Sommige onderzoekers menen dat het gedrag van dieren in de spiegelproef is aangeleerd, bijvoorbeeld door conditionering. Het is bijvoorbeeld bekend dat duiven aanvankelijk niet slagen voor de spiegelproef, maar wel na een leerperiode. Duiven slagen echter niet spontaan voor de test. Belangrijke voorwaarde voor het aantonen van zelfherkenning is dus dat dit gedrag spontaan optreedt, dus zonder oefening, extra prikkels of hulpmiddelen van buitenaf.

### Controlecondities
Een ander punt van kritiek is dat bepaalde dieren, zoals chimpansees, van nature geneigd zijn het eigen gezicht vaak te betasten. Om écht zelfherkenningsgedrag (reactie op het spiegelbeeld) te onderscheiden van natuurlijk gedrag dat toevallig plaatsvindt, is het nodig dat er een controleconditie is ingebouwd, zoals de onzichtbare plek. Meerdere dieren van dezelfde soort moeten dan, na inspectie van het spiegelbeeld alleen op de echte en niet de controleplek reageren, met gerichte bewegingen naar de specifieke plek op het eigen lichaam.

### Andere zintuigen
Een interessante onderzoeksvraag is in hoeverre zelfherkenning van dieren onderzocht met behulp van beelden in spiegels, overeenkomt met dat van herkenning van eigen geluid, geur e.d. In de natuurlijke omgeving is de eigen identiteit waarschijnlijk alleen in de vorm van geur of geluid aanwezig, maar niet of meer indirect in de vorm van een beeld van zichzelf. Dieren herkennen waarschijnlijk wel de geur van eigen uitwerpselen of urine. Zoogdieren en vogels herkennen het eigen nest en het geluid van de eigen jongen in het nest. Maar in hoeverre kan bijvoorbeeld een merel een bandopname van het eigen gezang onderscheiden van die van andere merels?

### Empathie en hersenen
Empathie, dus het vermogen gedrag van anderen aan te voelen of te voorspellen, is wel in verband gebracht met specifieke gebieden in de hersenen zoals de pariëtale kwab en de motorische schors waar zich zenuwcellen bevinden, die actief worden zodra een mens of dier gedrag van anderen observeert. Het observeren van bewegingen van anderen kan bijvoorbeeld cellen in de motorische schors activeren zonder dat men zelf de beweging maakt. Deze zogeheten spiegelneuronen zouden mogelijk ook ten grondslag kunnen liggen aan het vermogen tot zelfherkenning of het 'zich kunnen verplaatsen' in anderen.

### Perspectief en theory of mind
Vanuit de spiegelproef worden verregaande cognitieve interpretaties gedaan, van zelfbewustzijn tot inleven in anderen. Zoveel is echter niet af te leiden uit de proeven. De vraag blijft of dieren verder gaan dan wat ze rechtstreeks opmerken. Kritische studies wijzen uit dat er voor perspectiefname (ook 'theory of mind' genoemd) eigenlijk tot nu toe geen enkel argument gevonden is. Penn en Povinelli vertrekken vanuit de spiegel- en aanverwante proeven en geven aanpassingen om kritisch te testen waar de grenzen en mogelijkheden van dieren liggen op dit vlak. Eerste proeven met chimpansees toonden aan dat ze faalden op verdere proeven.